# Joel D. Grice
Joel Dennison Grice (* 1946) ist ein kanadischer Mineraloge.

## Leben
Joel D. Grice studierte an der University of Manitoba. Dort widmete er sich der Mineralogie und Kristallographie und erlangte 1970 den Master und 1973 den Ph.D. Als Postdoc war er an der École polytechnique tätig, später lehrte er an der Acadia University. 1976 wurde er schließlich Kurator der mineralogischen Sammlung des Canadian Museum of Nature. Im Jahr 1995 wurde er zum Vorsitzenden der „Commission on New Minerals, Nomenclature and Classification“ (CNMNC) der International Mineralogical Association gewählt. Grice erforscht unter anderem die Zeolithvorkommen im Süden von British Columbia und Borate aus New Brunswick. Er beschäftigt sich auch mit neuen Mineralarten und deren Systematiken sowie mit der Hierarchie von Carbonaten.

## Mineralbeschreibungen
Grice entdeckte und beschrieb zusammen mit verschiedenen Fachkollegen viele neue Minerale:
1. 1985 Tiptopit zusammen mit Donald R. Peacor, George W. Robinson, Jerry van Velthuizen, Willard L. Roberts, Thomas J. Campbell und Pete J. Dunn[2]
2. 1987 Poudretteit zusammen mit T. Scott Ercit, Jerry van Velthuizen und Pete J. Dunn[3]
3. 1988 Holdawayit zusammen mit Donal R. Peacor, Eric J. Essene, Roland C. Rouse, Pete J. Dunn, Joseph A. Nelen, John Innes und Oleg von Knorring[4]
4. 1988 Paulkellerit zusammen mit Pete J. Dunn, Frederick J. Wicks und Richard A. Gault[5]
5. 1988 Zodacit zusammen mit Pete J. Dunn und William C. Metropolis[6]
6. 1989 Pinalit zusammen mit Pete J. Dunn und Richard A. Bideaux[7]
7. 1989 Sclarit zusammen mit Pete J. Dunn[8]
8. 1990 Jahnsit-(CaMnMn) zusammen mit Pete J. Dunn und Robert A. Ramik[9]
9. 1990 Wawayandait zusammen mit Pete J. Dunn, Donald R. Peacor, Frederick J. Wicks und Peter H. Chi[10]
10. 1990 Lithiomarsturit zusammen mit Donald R. Peacor, Pete J. Dunn, John S. White Jr. und Peter H. Chi[11]
11. 1990 Montesommait zusammen mit Roland C. Rouse, Pete J. Dunn, John L. Schlenker und John B. Higgins[12]
12. 1991 Ashburtonit zusammen mit Ernest Henry Nickel und Robert A. Gault[13]
13. 1991 Cianciulliit zusammen mit Pete J. Dunn, Alan Criddle und Chris Stanley[14]
14. 1992 Leakeit zusammen mit Frank Hawthorne, Roberta Oberti und Luciano Ungaretti[15]
15. 1993 Foitit zusammen mit Daniel J. Macdonald und Frank Hawthorne[16]
16. 1995 Ungarettiit (seit 2012 umbenannt in Mangano-Mangani-Ungarettiit[17]) zusammen mit Frank Hawthorne, Roberta Oberti, Elio Cannillo, Nicola Sardone, Alberto Zanetti und Paul M. Ashley[18]
17. 1995 Reederit-(Y) zusammen mit Robert A. Gault und George Y. Chao[19]
18. 1996 Gallobeudantit zusammen mit John Leslie Jambor, DeAlton R. Owens und Mark N. Feinglos[20]
19. 1996 Fluor-Ferroleakeit (seit 2012 Ferro-Ferri-Fluoro-Leakeit[17]) zusammen mit Frank Hawthorne, Roberta Oberti, Luciano Ungaretti, Luisa Ottolini und Gerald K. Czamanske[21]
20. 1996 Leisingit zusammen mit Andrew C. Roberts, Lee A. Groat, Robert A. Gault, Martin C. Jensen, Elizabeth A. Moffatt und John A. R. Stirling[22]
21. 1996 Fluoro-Cannilloit zusammen mit Frank Hawthorne, Roberta Oberti und Luciano Ungaretti[23]
22. 1997 Horváthit-(Y) zusammen mit George Yanji Chao[24]
23. 1997 Lukechangit-(Ce) zusammen mit George Y. Chao[25]
24. 1998 Kentbrooksit zusammen mit Ole Johnsen und Robert A. Gault[26]
25. 1998 George-Ericksenit zusammen mit Mark A. Cooper, Frank Hawthorne, Andrew C. Roberts und John A. R. Stirling, Elizabeth A. Moffatt[27]
26. 1999 Andyrobertsit zusammen mit Mark A. Cooper, Frank Hawthorne und William W. Pinch[28]
27. 1999 Calcioandyrobertsit zusammen mit Mark A. Cooper, Frank Hawthorne und William W. Pinch[29]
28. 2000 Adamsit-(Y) zusammen mit Robert A. Gault, Andrew C. Roberts und Mark A. Cooper[30]
29. 2000 Arakiit zusammen mit Andrew C. Roberts, Frank Hawthorne, Mark A. Cooper und Mark N. Feinglos[31]
30. 2000 Obertiit (nach Neudefinition 2014 umbenannt in Mangani-Obertiit[32]) zusammen mit Frank Hawthorne, Mark A. Cooper und Luisa Ottolini[33]
31. 2002 Hubeit zusammen mit Robert J. Lauf, Andrew C. Roberts, Frank Hawthorne, Mark A. Cooper und William R. Cook[34]
32. 2003 Nikischerit zusammen mit Andrew C. Roberts, Frank Hawthorne, Danielle M. C. Huminicki und John Leslie Jambor[35]
33. 2003 Kochit zusammen mit C. Claes Christiansen, Robert A. Gault und Ole Johnsen[36]
34. 2004 Eyselit zusammen mit Andrew C. Roberts, Terry M. Seward, Eric Reusser, Graham J. C. Carpenter, Simon M. Clark und Matthew A. Marcus[37]
35. 2006 Lafossait zusammen mit Werner H. Paar, Andrew C. Roberts, Katherine E. Venance und Terry M. Seward[38]
36. 2007 Jadarit zusammen mit Christopher J. Stanley, Gary C. Jones, Michael S. Rumsey, Christopher Blake, Andrew C. Roberts, John A. R. Stirling, Graham J. C. Carpenter, Pamela S. Whitfield und Yvon Lepage[39]
37. 2008 Proshchenkoit-(Y) zusammen mit Gunnar Raade, Muriel Erambert, Per Kristiansson und Thomas Witzke[40]
38. 2009 Alflarsenit zusammen mit Gunnar Raade und Mark A. Cooper[41]
39. 2015 Bussyit-(Y) zusammen mit Ralph Rowe und Glenn Poirier[42]
40. 2015 Hydroterskit zusammen mit Ralph Rowe und Glenn Poirier[43]
41. 2016 Garronit-Na zusammen mit Ralph Rowe und Glenn Poirier[44]
42. 2017 Telluromandarinoit zusammen mit Malcolm E. Back, Robert A. Gault, Mark A. Cooper, Phillip C. Walford und Joseph Anthony Mandarino[45]
43. 2017 Hydroxylgugiait zusammen mit Roy Kristiansen, Henrik Friis, Ralph Rowe, Mark A. Cooper, Glenn G. Poirier, Panseok Yang und Mark T. Weller[46]

## Ehrungen
- Ein von Jerry Van Velthuizen und George Y. Chao 1989 erstbeschriebenes Mineral erhielt ihm zu Ehren den Namen Griceit.[47]

## Publikationen
- Joel D. Grice: Famous Mineral Localities of Canada. 1987, ISBN 978-0-88902-898-2.
- Joel D. Grice: Beginner's Guide to Minerals & Rocks. 2010, ISBN 978-1-55041-584-1.